# جارگالانت (آرخانگای)
جارگالانت (به لاتین: Jargalant) یک منطقهٔ مسکونی در مغولستان است که در استان آرخانگای واقع شده‌است. جارگالانت ۳٬۸۳۲ کیلومتر مربع مساحت دارد.